# Dalamans flygplats
Dalamans flygplats (IATA: DLM, ICAO: LTBS) (turkiska: Dalaman Havalimanı) är en internationell flygplats i närheten av den turkiska staden Dalaman. Flygplatsen är en av tre som försörjer den sydvästra delen av Turkiet tillsammans med Antalya och Bodrum. Den har två terminaler. Den gamla terminalen används för inrikesflyg och den nya för internationella flygningar. Flygplatsen betjänar de omgivande turistområdena och omgivningarna i Dalaman. Flyg är tillgängliga till och från över 120 destinationer, över resten av Turkiet, Europa, Nordafrika och Mellanöstern.

## Historik
Byggandet av Dalaman flygplats påbörjades 1976 och den öppnade 1981 som en flygplats. År 1989 fick den status som internationell airport. Flygplatsen utbreder sig över en yta på 6,15 kvadratkilometer.
Den nya Dalaman International Terminal kostade cirka 150 000 000 USD att färdigställa. Den ritades av den kända arkitekten Emre Arolat, vars andra projekt är bland annat den prisbelönta Sancaklar-moskén. Terminalen har 12 portplatser, varav åtta med täckta luftbryggor. Serviceytorna gjordes också om, vilket ökade utrymmet för yttre uppställningar. Följaktligen har flygplatsen kapacitet att hantera upp till 35 flygningar samtidigt. Totalt har terminalen nu en golvyta på 95 000 m2, jämfört med mindre än 45 000 m2 före renovering. Incheckning och avgångar baseras på de två övre nivåerna, med ankomster sker på de två nedre nivåerna. Den gamla terminalbyggnaden är fortfarande i bruk och fungerar som inrikesterminal.

## Flygbolag och destinationer
| Flygbolag               | Destinationer |
| ----------------------- | --- |
| Aeroflot                | Säsong: Moscow–Sheremetyevo |
| Air Serbia              | Säsong Charter: Belgrade |
| AnadoluJet              | Ankara, Istanbul–Sabiha Gökçen, Tel Aviv (suspended) Säsong: Amman, Beirut |
| Austrian Airlines       | Säsong Charter: Vienna |
| Azerbaijan Airlines     | Säsong: Baku |
| Azur Air                | Säsong Charter: Kazan, Krasnodar, Mineralnye Vody, Moscow–Vnukovo, Novosibirsk, Rostov-on-Don, Saint Petersburg, Samara, Ufa, Yekaterinburg |
| Belavia                 | Säsong Charter: Minsk |
| British Airways         | Säsong: London–Gatwick, London–Heathrow |
| Corendon Airlines       | Säsong: Birmingham, Cologne/Bonn, London–Gatwick, Manchester, Newcastle upon Tyne, Nuremberg |
| Corendon Dutch Airlines | Säsong: Amsterdam, Groningen |
| easyJet                 | London–Gatwick, Manchester Säsong: Belfast–International, Birmingham (begins 2 April 2024), Bristol, Edinburgh, Glasgow, Liverpool, London–Luton |
| Edelweiss Air           | Säsong: Zürich |
| Enter Air               | Säsong Charter: Gdańsk, Katowice, Poznań, Warsaw–Chopin |
| European Air Charter    | Säsong Charter: Sofia |
| Finnair                 | Säsong: Helsinki |
| GetJet Airlines         | Säsong Charter: Vilnius |
| I-Fly                   | Säsong Charter: Moscow–Vnukovo |
| Ikar                    | Säsong Charter: Syktyvkar |
| Jet2.com                | Säsong: Belfast–International, Birmingham, Bristol, East Midlands, Edinburgh, Glasgow, Leeds/Bradford, Liverpool (begins 29 March 2024), London–Stansted, Manchester, Newcastle upon Tyne |
| LOT Polish Airlines     | Säsong Charter: Warsaw–Chopin |
| Meraj Airlines          | Säsong: Tehran–Imam Khomeini |
| NordStar                | Säsong Charter: Moscow–Domodedovo |
| Nordwind Airlines       | Säsong Charter: Kazan, Moscow–Sheremetyevo, Novosibirsk, Perm, Ufa, Volgograd, Yekaterinburg |
| Pegasus Airlines        | Istanbul–Sabiha Gökçen Säsong: Baku, Beirut, London–Stansted, Manchester, Moscow–Domodedovo, Moscow–Vnukovo, Tel Aviv |
| Pobeda                  | Säsong: Moscow–Vnukovo |
| Ryanair                 | Bratislava Säsong: Dublin |
| Rossiya Airlines        | Sochi |
| Scandinavian Airlines   | Säsong Charter: Copenhagen |
| Smartwings              | Säsong Charter: Bratislava, Katowice, Prague, Warsaw–Chopin, Wrocław |
| Southwind Airlines      | Säsong: London–Stansted (begins 30 March 2024)Mall:Better |
| SunExpress              | Säsong: Berlin, Birmingham, Brussels, Cologne/Bonn, Copenhagen, Düsseldorf, Edinburgh (begins 1 April 2024), Frankfurt, Hamburg, London–Gatwick, Manchester, Munich, Nuremberg Airport (begins 17 May 2024) Stuttgart, Zürich                                                                |
| Transavia               | Säsong: Amsterdam |
| TUI Airways             | Säsong: Aberdeen, Belfast–International, Birmingham, Bournemouth, Bristol, Cardiff, East Midlands, Edinburgh, Exeter, Glasgow, Leeds/Bradford, London–Gatwick, London–Luton, London–Stansted, Manchester, Newcastle upon Tyne, Norwich, Teesside (begins 28 May 2024) Säsong Charter: Dublin |
| TUI fly Belgium         | Säsong: Brussels |
| TUI fly Deutschland     | Säsong: Düsseldorf, Frankfurt, Hannover, Munich, Stuttgart |
| TUI fly Netherlands     | Säsong: Amsterdam |
| Turkish Airlines        | Istanbul Säsong: Moscow–Vnukovo |
| Ural Airlines           | Säsong Charter: Moscow–Domodedovo, Rostov-on-Don |
| Wizz Air                | London–Luton Säsong: London–Gatwick |